# Engina tabogaensis
Engina tabogaensis is een slakkensoort uit de familie van de Buccinidae. De wetenschappelijke naam van de soort is voor het eerst geldig gepubliceerd in 1931 door Bartsch.